# Kotaro Yamazaki
Kotaro Yamazaki (山崎 光太郎, Yamazaki Kotaro) est un footballeur japonais né le 19 octobre 1978 à Shizuoka.